# Taeyang
Dong Young-bae (en hangul, 동영배; en hanja, 董詠培; Uijeongbu, Provincia de Gyeonggi, 18 de mayo de 1988), más conocido por sus nombres artísticos Taeyang (en hangul, 태양; en hanja, 太陽) o Sol (ソル?), es un cantante, compositor y  productor discográfico surcoreano, miembro de la banda Big Bang desde 2006.
Después del lanzamiento de varios álbumes y obras extendidas con su grupo, Taeyang debutó en solitario en 2008 con el lanzamiento de su primera obra extendida, Hot. El EP fue aclamado por la crítica y ganó el premio al Mejor Álbum de R&B y Soul en los 6tos Korean Music Awards. A Hot le siguió su primer álbum de estudio de larga duración, Solar (2010), que obtuvo ventas de más de 100 000 copias. Su segundo álbum de estudio, Rise (2014), alcanzó el número 112 en el Billboard 200 de EE. UU., convirtiéndose en el álbum de mayor clasificación de un solista coreano en la lista, mientras que su sencillo principal, Eyes, nose, lips , alcanzó el número uno en el Billboard K-pop Hot 100, dándole su primer puesto en solitario en ese gráfico. Eyes, nose, lips fue galardonado con el premio a la canción del año en los Mnet Asian Music Awards del año 2014 y en el 29os Golden Disc Awards. Su tercer álbum de estudio, White night, fue lanzado en 2017. Etiquetado como el "Príncipe del R&B" coreano, las habilidades vocales de Taeyang han sido admiradas por los críticos de música y es considerado como uno de los mejores vocalistas de Corea del Sur.

## Biografía
Taeyang nació en Seúl, Corea del Sur, el 18 de mayo de 1988. Su hermano mayor es el actor Dong Hyun-bae. 
El primer contacto de Dong Yong-bae con la música fue a través del piano. El cantante disfrutaba de la música clásica compuesta por Ludwig van Beethoven y Franz Schubert. Cuando su familia comenzó a tener dificultades financieras, Dong sintió la necesidad de encontrar un trabajo para ayudarlos a mantenerse a una edad temprana. En sexto grado, hizo una audición y ganó el papel de "mini Sean" en el video musical de Jinusean A-yo, que le permitió conocer la música hip hop, con la cual quedó fascinado.

## Carrera

### 2006–08: Comienzos tempranos y debut con Big Bang
Dong Yong-bae eligió el nombre artístico Taeyang (coreano: 태양, significado: sol).
Su primera aparición en la industria del entretenimiento fue con Maddie en el vídeo musical A-yo del grupo de hip-hop Jinusean. La colaboración finalmente lo llevó a audicionar con éxito en la discográfica del grupo YG Entertainment, donde se convirtió en uno de los raperos junto con su compañero, y entonces aprendiz, G-Dragon y el ahora miembro de 2PM, Jun K. 
Aunque Taeyang iba a debutar junto a G-Dragon como el dúo "GDYB", el plan fue desechado por su sello discográfico. En su lugar, se les unieron otros cuatro aprendices, T.O.P, Daesung, Seungri y G-Dragon, para formar el grupo Big Bang. Taeyang abandonó la idea de ser rapero para centrarse en el canto como vocalista principal del grupo. Dentro del grupo, Taeyang supo llamar la atención sobre su persona como artista con mucho talento dentro de los géneros y variaciones del R&B, el soul y el hip hop. Su estilo de vocalización ha recibido la ovación del público y se considera que tiene una voz hecha para estos géneros.

## Vida personal
El 2 de junio de 2015, se reveló que el cantante mantenía una relación con la actriz y modelo Min Hyo Rin desde hacía ya cuatro años. La noticia fue confirmada tanto por YG Entertainment como por JYP Entertainment, las agencias a las cuales pertenecían los artistas. Ambos se conocieron mientras grababan el video 1AM. En diciembre de 2017, la pareja anunció que se habían comprometido y finalmente se casaron el 3 de febrero de 2018. En septiembre de 2021, se hizo público que estaban esperando su primer hijo juntos. En diciembre de ese año, se conoció la noticia de que había nacido su hijo.

## Discografía
Álbumes de estudio
- Solar (Lanzado el 1 de julio de 2010)

1. Solar (Intro)
2. Superstar
3. I Need A Girl [Feat. G-Dragon]
4. Just A Feeling
5. You’re My
6. Move [Feat. Teddy]
7. Break Down
8. 니가 잠든 후에 (After You Fall Asleep) [Feat. Swings]
9. Where U At [Feat. Teddy]
10. Wedding Dress
11. Take It Slow

- Solar International (Lanzado el 25 de agosto de 2010)

1. SOLAR (Intro)
2. Superstar
3. 기도 (Prayer) [Feat. Teddy]
4. I’ll Be There (English Version)
5. 웨딩드레스 (Wedding Dress) (English Version)
6. Connection [Feat. BIG TONE] (English Version)
7. Move [Feat. Teddy]
8. Where U At [Feat. Teddy]
9. I Need A Girl [Feat. G-Dragon]
10. 나만 바라봐 (Only Look At Me)
11. Take It Slow
12. I’ll Be There (Korean Version)

- Rise (Lanzado el 3 de junio de 2014)

1. Intro (RISE)
2. 눈, 코, 입 (Eyes, Nose, Lips)
3. 새벽한시 (1AM)
4. Stay With Me (Feat. G-Dragon of Big Bang)
5. 아름다워 (Body)
6. 링가 링가 (RINGA LINGA)
7. 이게 아닌데 (Didn't Mean It)
8. 버리고 (Throw Away)
9. Love You To Death

EP / Mini Álbum
- HOT (Lanzado el 22 de mayo de 2008)

1. Hot – Intro
2. 기도 (Gido, Prayer) [Feat. Teddy]
3. 나만 바라봐 (Naman Barabwa, Only Look at Me)
4. 죄인 (Jwe-in, Sinner)
5. 5.Baby I’m Sorry
6. Make Love [Feat. Kush]

Sencillos Digitales
- 2009: Where u at (lanzado el 15 de octubre)
- 2009: Wedding dress (lanzado el 13 de noviembre)
- 2013: Ringa linga (lanzado el 8 de noviembre)
- 2014: Eyes, nose, lips (lanzado el 3 de junio)

Colaboraciones
- Wheesung - Player (2003)
- Se7en - Give Me Permission (2006)
- Se7en - Run (2006)
- Kim Jo Han - Should Have Loved You Less (2007)
- LEXY - Super Fly (con G-Dragon y T.O.P) (2007)
- LEXY - Rush (2007)
- LEXY - Get Up (2007)
- YMGA - Real Talk (2008)
- G-Dragon - Korean Dream (2009)
- Thelma Aoyama - Fall in Love (2010)
- Tablo - Tomorrow (2011)
- Swings - By Instinct Remix (con Yoon Jong Shin) (2011)

## Filmografía

### Apariciones en videos musicales de otros artistas
- 2001: A-Yo de Jinusean
- 2003: Hot de 1TYM
- 2010: Fall in love de Thelma Aoyama
- 2010: High high de GD&TOP
- 2012: One of a kind de G-Dragon
- 2013: MichiGO de G-Dragon
- 2013: The baddest female de CL

## Premios y nominaciones
- 2008

1. M! Countdown (19-06): Only look at me
2. M! Countdown (26-06): Only look at me
3. M! Countdown (03-07): Only look at me
4. Inkigayo (06-07): Only look at me
5. Inkigayo (13-07): Only look at me
6. Inkigayo (20-07): Only look at me

- 2009

1. The 6th Korean Music Awards: Mejor Álbum R&B/Soul por Hot
2. The 6th Korean Music Awards: Mejor Canción R&B/Soul por Only look at me
3. Naver Music Awards: Canción del Año por Only look at me

- 2010

1. M! Countdown (08-07): I need a girl
2. M! Countdown (15-07): I need a girl
3. Music Bank (16-07): I need a girl
4. Inkigayo (18-07): I need a girl
5. Inkigayo (25-07): I need a girl
6. M! Countdown (02-09): I'll be there

1. 12th Mnet Asian Music Awards: Mejor Artista Masculino
2. Allkpop Awards: Mejor Artista Masculino
3. Korean Popular Culture & Art Awards Minister Commendation for Culture and Tourism

- 2011

1. 8th Korean Music Awards: Artista Masculino del Año (por elección de internautas)

- 2012

1. SBS MTV Best of the Best Awards: Mejor Cameo (One of a kind - G-Dragon)

- 2013

1. Inkigayo (24-11): Ringa linga
2. Soompi Awards: Ringa linga

- 2014

1. M! Countdown (12-06): Eyes, nose, lips
2. Music Core (14-06): Eyes, nose, lips
3. Inkigayo (15-06): Eyes, nose, lips
4. M! Countdown (19-06): Eyes, nose, lips
5. Music Bank (20-06): Eyes, nose, lips
6. Inkigayo (22-06): Eyes, nose, lips
7. M! Countdown (03-07): Eyes, nose, lips
8. Inkigayo (06-07): Eyes, nose, lips
9. Inkigayo (30-11): Good boy (junto a G-Dragon)

1. So-Loved Awards: Mejor Artista Masculino
2. Style Icon Award: Top 10 Íconos de Estilo
3. MelOn Music Awards: Top 10 de Artistas
4. MelOn Music Awards: Canción del Año por Eyes, nose, lips
5. Mnet Asian Music Awards: Mejor Presentación Vocal
6. Mnet Asian Music Awards: Mejor Artista Masculino
7. Mnet Asian Music Awards: Canción del Año por Eyes, nose, lips
8. Channel [V] Asia15: Mejor Canción de K-pop del 2014 por Eyes, nose, lips
9. Tudou Young Choice Awards: Superstar Award
10. SBS PopAsia Awards: Mejor Canción por Eyes, nose, lips
11. SBS Awards Festival: Top 10 de Artistas
12. SBS Awards Festival: Mejor Artista Masculino
13. MBN Star: Mejor Álbum por Rise
14. NAVER Music’s 2014: Top 10 Álbum por Rise
15. NAVER Music’s 2014: Canción del Año por Eyes, nose, lips
16. 2014 Bugs Awards: Top 10 Canciones por Eyes, nose, lips
17. 2014 Bugs Awards: Top 10 Álbum por Rise
18. 2014 Bugs Awards: Mejor Artista Masculino

- 2015

1. Inkigayo (04-01): Good boy (junto a G-Dragon)

1. 29th Golden Disk Awards: Bonsang Digital
2. 29th Golden Disk Awards: Daesang Digital (Canción del Año)
3. 4th Gaon Chart K-Pop Awards: Mejor Canción del Año por Eyes, nose, lips